# Nigredo

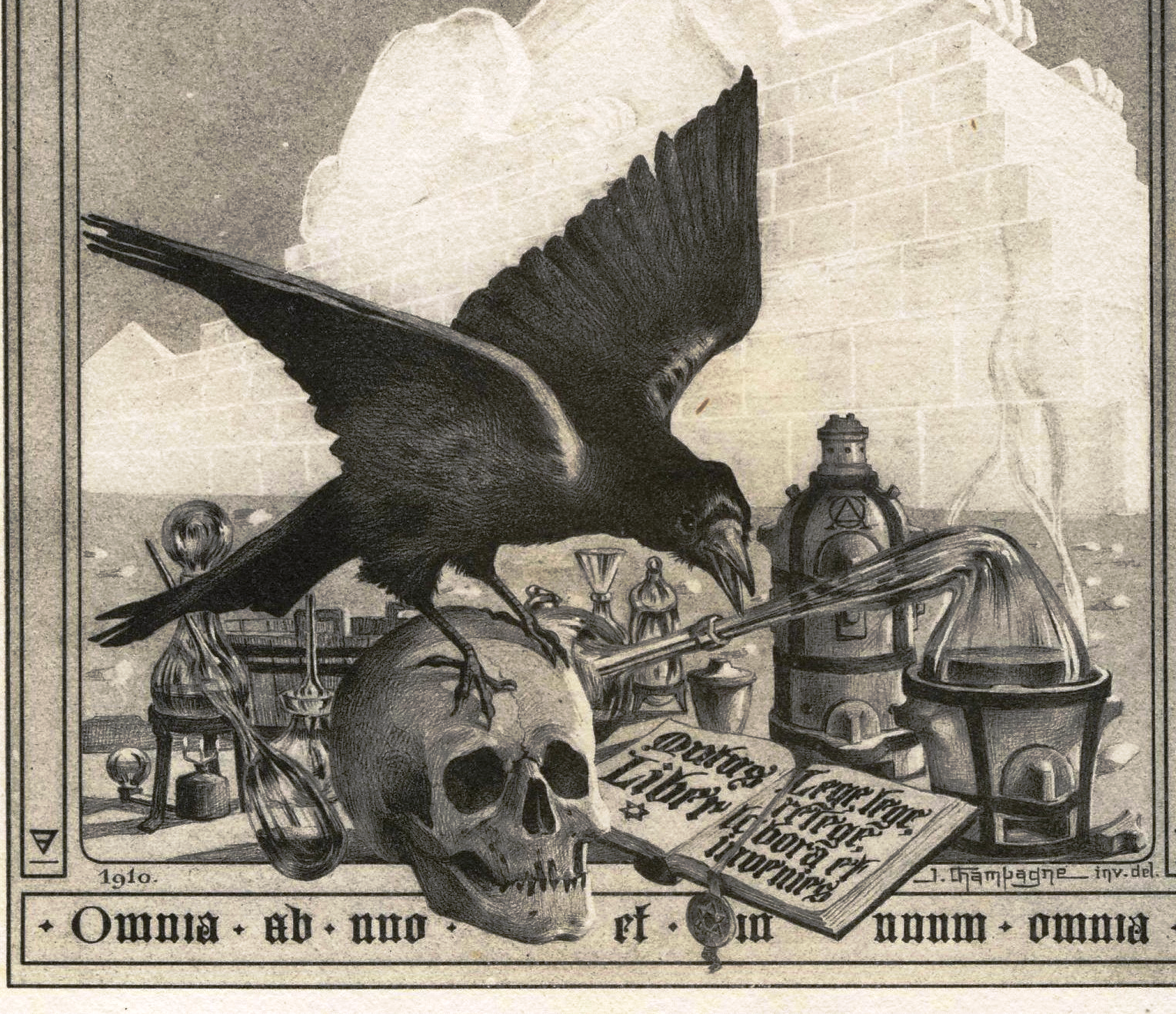
El cuervo y la calavera, símbolos de Nigredo.

La nigredo es un concepto alquímico que designa la primera de tres fases, previa a la albedo y la rubedo, en la transmutación de la materia. Asociada a la putrefacción, involucra una disolución en la materia prima, para la generación de otra superior (el oro). Se ha asociado la nigredo al planeta Saturno, al elemento plomo y a la Luna Menguante, que es la fase lunar donde se empieza.